# غوستاف سفينسون (ربان)
غوستاف سفينسون (بالسويدية: Gustaf Svensson)‏ هو ربان ‏ سويدي، ولد في 17 مارس 1882 في فاربيرغ في السويد، وتوفي في 13 يوليو 1950.

## وصلات خارجية
- غوستاف سفينسون على موقع أوليمبيديا (الإنجليزية)
- غوستاف سفينسون على موقع اللجنة الأولمبية السويدية (السويدية)